# 9211 Neese
9211 Neese è un asteroide della fascia principale. Scoperto nel 1995, presenta un'orbita caratterizzata da un semiasse maggiore pari a 2,2521210 au e da un'eccentricità di 0,1500770, inclinata di 2,40161° rispetto all'eclittica.
L'asteroide è dedicato all'astronoma statunitense Carol Lynn Neese.